# Секелешень
Секелешень, Секелешені (рум. Săcălășeni) — село у повіті Марамуреш в Румунії. Адміністративний центр комуни Секелешень.
Село розташоване на відстані 400 км на північний захід від Бухареста, 9 км на південь від Бая-Маре, 89 км на північ від Клуж-Напоки.

## Населення
За даними перепису населення 2002 року у селі проживали 782 особи, з них 779 осіб (99,6%) румунів. Рідною мовою 780 осіб (99,7%) назвали румунську.